# Čierny Brod
Čierny Brod (maďarsky Vízkelet) je obec na Slovensku v okrese Galanta. Žije zde přibližně 1 600 obyvatel. Součástí obce je místní část Čierny Brod-Heď.
V obci se nachází římskokatolický kostel svaté Anny z roku 1912 a v části Čierny Brod-Heď původně románský, později goticky přestavěný, dnes již nevyužívaný kostel Narození Panny Marie z 1. třetiny 13. století, vedle kterého stojí římskokatolická kaple Panny Marie Sedmibolestné z roku 1733.